# Alexandre Du Sommerard
Alexandre Du Sommerard, né à Bar-sur-Aube (France) le 30 août 1779 et mort à Saint-Cloud le 19 août 1842, est un archéologue français, collectionneur d'œuvres d'art.

## Biographie

### Un citoyen engagé
Soldat volontaire à quatorze ans, Simon Nicolas Alexandre Du Sommerard prit part à la lutte de la France révolutionnaire contre l’étranger. Rendu à la vie civile et attaché à la Cour des comptes, d’abord en qualité de référendaire, puis de conseiller-maître, il employa tous ses loisirs et la plus grande partie d’une fortune modeste à réunir, classer et publier une collection d’objets d’art du Moyen Âge et de la Renaissance.

### Un érudit collectionneur
Chaque jour, son cabinet s’enrichissait de meubles, de vases, d’ustensiles de toute espèce qu’il arrachait aux destructeurs, car pendant longtemps, il fut presque le seul à s’occuper à Paris de recueillir ces curiosités si recherchées par la suite. Peu à peu il eut des imitateurs. Toujours prêt à répondre aux questions des gens de goût et même à celles des curieux indiscrets, Du Sommerard faisait les honneurs de son cabinet avec une politesse exquise, et, sans avoir l’air de professer, il donnait des leçons d’archéologie pratique qui intéressaient et ne s’oubliaient pas.
L’hôtel de Cluny, palais gothique que Jacques d'Amboise avait fait construire à la fin du XVe siècle, seul reste des palais du Moyen Âge, autrefois si nombreux à Paris, dut sa conservation à Du Sommerard, qui vint y établir son domicile en 1833 et y placer sa collection comme une espèce de sauvegarde. Le Musée d’antiquités nationales qu’il y créa fut, à sa mort, acquis par l’État français.
C’est aussi là qu’il termina son grand ouvrage, sur les Arts au Moyen Âge (1838-1846, 5 vol. et 510 pl.), résumé de ses voyages, de ses longues études, de ses immenses lectures.

## Publications
- Vues de Provins, 1822, avec lithographies de Xavier Leprince, Victor René Garson...
- Notices sur l'Hôtel de Cluny et sur le Palais des Thermes, avec des notes sur la culture des arts, principalement dans les XV et XVIème siècles. Paris, 1834.
- Les Arts au moyen-âge, en ce qui concerne principalement le palais romain de Paris, l'hôtel de Cluny, issu de ses ruines, et les objets d'art de la collection classée dans cet Hôtel. P, Techener, 1838-1846, 5 vol. in 8° ; Atlas : 1 vol. de 108 pl. in-f° (26 livraisons de 4 pl. et 4 bis, édité en noir ou en couleurs) ; et 1 album indépendant de 402 pl. (34x53 cm) ; quelques planches sont chromolithographiées par Engelmann, à l'or et à l'argent. Ouvrage capital, mais inachevé, auquel il travailla jusqu’à sa mort ; le dernier tome fut rédigé par son fils, avec index et tables.

## Hommages et distinctions
- Officier de la Légion d'honneur (5 janvier 1841)
- La rue des Mathurins-Saint-Jacques qui longe l'hôtel fut rebaptisée rue Du Sommerard, en sa mémoire.

## Sources bibliographiques
- Prosper Mérimée, Notice sur la vie et les travaux d’Alexandre Du Sommerard, Fondateur des collections de l’Hôtel de Cluny, Paris, Hôtel de Cluny, 1843.
- L. Chevalier, Histoire de Bar-sur-Aube, Bar-sur-Aube, 1851, p. 290.